# Ivan Tors
Ivan Tors (eigentlich Ivan Törzs) (* 12. Juni 1916 in Budapest, Ungarn; † 4. Juni 1983 in Mato Grosso, Brasilien) war Autor, Tiertrainer und Produzent von Filmen und Radiosendungen. Seine Spezialität dabei waren familien- und tierfreundliche Stoffe wie Daktari und Flipper.
Der Autor schrieb zahlreiche Stücke in Ungarn, bevor er, bedingt durch den Zweiten Weltkrieg, in die USA auswanderte. In den USA arbeitete er an einer Reihe von Science-Fiction-Filme mit, die auf wissenschaftlichen Tatsachen beruhten, wie z. B. bei Magnetic Monster (1951) unter der Regie von Curt Siodmak mit Richard Carlson, Gog (1954) und R 3 überfällig (1954). Darauf folgte die Mitarbeit an der zweiten Staffel der Serie Science Fiction Theatre von 1955 bis 1957. In den 1960er Jahren wandte er sich nicht nur zunehmend dem Jugendfilm zu, er war auch spätestens seit Flipper (1963) für seine Unterwasserarbeit bekannt, sodass er beim James-Bond-Film Feuerball in beratender Funktion für die Tauchszenen tätig war.
Ivan Tors war von 1955 bis zu deren Tod 1969 mit der Schauspielerin Constance Dowling verheiratet. Tors starb 14 Jahre später während der Dreharbeiten für eine brasilianische TV-Serie im Alter von 66 Jahren.

## Filmografie (Auswahl)

### Drehbuch
- 1947: Clara Schumanns große Liebe // Liebesmelodie (Song of Love)
- 1949: Damals im Sommer (In the Good Old Summertime)
- 1949: Schicksal der Irene Forsyte (That Forsyte Woman)
- 1950: Brustbild, bitte! (Watch the Birdie)
- 1950: The Schumann Story
- 1952: Sturm über Tibet (Storm Over Tibet); sein erster Film als Produzent und Co-Autor, damit begann auch seine Partnerschaft mit Andrew Marton
- 1953: The Magnetic Monster
- 1953: Die Gläserne Mauer (The Glass Wall)
- 1953: The 49th Man
- 1954: R 3 überfällig (Riders to the Stars)
- 1954: Gog
- 1955: Science Fiction Theatre (Fernsehserie)
- 1964: Flipper (Fernsehserie)
- 1964: Neues Abenteuer mit Flipper (Flipper’s New Adventure)
- 1967: Island of the Lost
- 1970: Gefahr in der Tiefe (The Aquarians)

### Filmproduzent
- 1952: Sturm über Tibet (Storm Over Tibet)
- 1953: The Magnetic Monster
- 1953: Die Gläserne Mauer (The Glass Wall)
- 1953: The 49th Man
- 1954: R 3 überfällig (Riders to the Stars)
- 1954: Gog
- 1955: Science Fiction Theatre (Fernsehserie)
- 1955: SOS! Flieger nach vorn! (Battle Taxi)
- 1958: Underwater Warrior
- 1958: Abenteuer unter Wasser (Sea Hunt) (Fernsehserie)
- 1960: Gefährliche Experimente (The Man and the Challenge) (Fernsehserie)
- 1960: The Aquanauts (Fernsehserie)
- 1963: Flipper
- 1964: Flipper (Fernsehserie)
- 1964: Neues Abenteuer mit Flipper (Flippers New Adventure)
- 1965: Ein Zebra in der Küche (Zebra in the Kitchen)
- 1966: Daktari (Fernsehserie)
- 1966: Unter Wasser rund um die Welt (Around the World Under the Sea)
- 1966: Namu, der Raubwal (Namu, the Killer Whale)
- 1966: Birds Do It
- 1967: Island of the Lost
- 1967: Mein Freund Ben (Gentle Ben)
- 1967: Gentle Giant
- 1969: Hello Down There
- 1970: Gefahr in der Tiefe (The Aquarians)
- 1971: Gefahr unter Wasser (Primus) (Fernsehserie)
- 1974: Last of the Wild (Fernsehserie)
- 1974: Salty (Fernsehserie)
- 1977: Galyon